# Ñemby
Ñemby est une ville du département Central au Paraguay, faisant partie de l'aire métropolitaine de la capitale Asuncion.
La population était de 71 909 habitants en 2002.